# Erma Franklin
Erma Vernice Franklin (* 13. März 1938 in Shelby, Mississippi; † 7. September 2002 in Detroit, Michigan) war eine US-amerikanische Soul-, R&B- und Popsängerin. Ihr Schaffen stand allerdings immer im Schatten der Karriere ihrer jüngeren Schwester Aretha.

## Biografie
Erma Franklin wurde im US-Bundesstaat Mississippi geboren; ihr Vater C. L. Franklin war ein einflussreicher Baptistenprediger und Bürgerrechtler. Die Familie zog mehrmals um, ehe sie sich in Detroit niederließ. Dort sang Erma mit ihren Schwestern Aretha und Carolyn im Kirchenchor. 1962 veröffentlichte sie ihr erstes Album, Her Name Is Erma. Ihre bekannteste Aufnahme ist die Originalversion von (Take a Little) Piece of My Heart (von Bert Berns und Jerry Ragovoy) aus dem Jahr 1967, die ein Top-10-Hit in den amerikanischen R&B-Charts war. Für diese Aufnahme wurde Franklin das einzige Mal in ihrer Karriere für den Grammy als beste R&B-Sängerin nominiert. Den Preis erhielt jedoch ihre Schwester Aretha. Im Laufe der Jahrzehnte entwickelte sich Piece of My Heart zum Klassiker, insbesondere in der Coverversion von Big Brother & the Holding Company, deren Frontfrau Janis Joplin war. Die Version der Countrysängerin Faith Hill schaffte es 1994 auf Platz eins der Countrycharts.
Mit Gotta Find Me a Lover (24 Hours a Day) vom Album Soul Sister erreichte Erma Franklin 1969 eine Top-40-Position in den US-R&B-Charts. Dies war ihr letzter Hit. In den 1970er Jahren zog sie sich – bis auf einige Auftritte mit Aretha – aus dem Musikbusiness zurück.
1992 erlebte Franklin ein überraschendes, wenn auch kurzes Comeback: Piece of My Heart wurde in Großbritannien in einer Werbung von Levi’s verwendet. Das Lied wurde daraufhin als Single wiederveröffentlicht und erreichte die Top 10 der britischen Charts.
Erma Franklin starb 2002 an den Folgen einer Krebserkrankung.

## Diskografie

### Studioalben
| Jahr | Titel Musiklabel Katalog-Nr. | Höchstplatzierung, Gesamtwochen, AuszeichnungChartplatzierungen (Jahr, Titel, Musiklabel Katalog-Nr., Platzierungen, Wochen, Auszeichnungen, Anmerkungen) | Höchstplatzierung, Gesamtwochen, AuszeichnungChartplatzierungen (Jahr, Titel, Musiklabel Katalog-Nr., Platzierungen, Wochen, Auszeichnungen, Anmerkungen) | Höchstplatzierung, Gesamtwochen, AuszeichnungChartplatzierungen (Jahr, Titel, Musiklabel Katalog-Nr., Platzierungen, Wochen, Auszeichnungen, Anmerkungen) | Anmerkungen                                                               |
| Jahr | Titel Musiklabel Katalog-Nr. | UK | US | R&B | Anmerkungen                                                               |
| ---- | ---------------------------- | --- | --- | --- | ------------------------------------------------------------------------- |
| 1969 | Soul Sister Brunswick 754147 | — | US199 (2 Wo.)US | — | Erstveröffentlichung: Oktober 1969 Produzenten: Carl Davis, Eugene Record |

Weitere Studioalben
- 1962: Her Name Is Erma (Epic 3824)
- 2015: Live 1968: At the Carousel Ballroom (The Electric Flag feat. Erma Franklin; Aufnahme: Carousel Ballroom, San Francisco, am 21. April 1968; RockBeat 3311)

### Kompilationen
- 1993: Golden Classics (Collectables 5453)
- 1998: Brunswick’s Super Soul Sisters (Diablo (UK))
- 2003: Super Soul Sister (Vampi Soul)
- 2009: Piece of Her Heart: The Epic and Shout Years (Shout! 50)

### Singles
| Jahr | Titel Album                                        | Höchstplatzierung, Gesamtwochen, AuszeichnungChartplatzierungen (Jahr, Titel, Album, Platzierungen, Wochen, Auszeichnungen, Anmerkungen) | Höchstplatzierung, Gesamtwochen, AuszeichnungChartplatzierungen (Jahr, Titel, Album, Platzierungen, Wochen, Auszeichnungen, Anmerkungen) | Höchstplatzierung, Gesamtwochen, AuszeichnungChartplatzierungen (Jahr, Titel, Album, Platzierungen, Wochen, Auszeichnungen, Anmerkungen) | Anmerkungen |
| Jahr | Titel Album                                        | UK | US | R&B | Anmerkungen |
| ---- | -------------------------------------------------- | --- | --- | --- | --- |
| 1967 | (Take a Little) Piece of My Heart –                | UK9 (10 Wo.)UK | US62 (8 Wo.)US | R&B10 (14 Wo.)R&B | Erstveröffentlichung: Oktober 1967 Charteintritt in UK erst im Oktober 1992 Autoren: Bert Berns, Jerry Ragovoy |
| 1969 | Gotta Find Me a Lover (24 Hours a Day) Soul Sister | — | — | R&B40 (3 Wo.)R&B | Erstveröffentlichung: März 1969 Autoren: Carl Davis, Eugene Record                                             |

Weitere Singles
- 1961: Don’t Blame Me
- 1961: Hello Again
- 1962: Each Night I Cry
- 1962: Dear Momma
- 1963: Time After Time
- 1963: I Don’t Want No Mama’s Boy
- 1963: Abracadabra
- 1967: Big Boss Man
- 1968: Open Up Your Soul
- 1968: The Right to Cry
- 1969: Saving My Love for You
- 1969: It Could’ve Been Me
- 1970: Whispers
- 1971: I’m Just Not Ready for Love
- 1999: I Get the Sweetest Feeling (mit Jackie Wilson)
- 2016: Hold On, I’m Coming / Light My Fire